# Grote koolvlieg
De grote koolvlieg (Delia floralis) is een vliegensoort uit de familie van de bloemvliegen (Anthomyiidae). De wetenschappelijke naam van de soort is voor het eerst geldig gepubliceerd in 1824 door Carl Fredrik Fallén. .